# Stepfanie Kramer
Pour les articles homonymes, voir Kramer.
Stepfanie Kramer, née le 6 août 1956 à Los Angeles, est une actrice, écrivaine, chanteuse et compositrice américaine.
Elle est connue pour son rôle du sergent Dee Dee McCall dans la série policière Rick Hunter.

## Biographie
Stepfanie Kramer est d'origine amérindienne par sa mère. Son père était violoniste et sa mère top-model. Le 24 mai 1992, Stepfanie Kramer se marie avec Mark Richards. Le couple donne naissance à une petite fille, Lily Claire Richards, en 1994. Le couple divorce en février 2001. Elle est connue sous le personnage du sergent Dee Dee McCall, rôle qu'elle a endossé pendant 6 saisons dans la série Rick Hunter.

## Filmographie
- 1977 : Starsky et Hutch (TV) : Manicure
- 1978 : Huit, ça suffit ! (Eight Is Enough) (TV)
- 1978 : The Hardy Boys/Nancy Drew Mysteries (TV) : Jill Sommers
- 1978 : The Runaways (en) (TV)
- 1979 : L'Île fantastique (Fantasy Island) (TV) : Comtesse Christina Kastronova / Denise Morot
- 1979 : The Secret Empire (en) (TV) : Princesse Tara
- 1979 : Married: The First Year (TV) : Sharon Kelly
- 1980 : Vegas (TV) : Cathy
- 1981 : Dynastie (TV) : Melanie
- 1981 : Bosom Buddies (en) (TV) : Jennifer
- 1981 - 1982 : Côte Ouest (Knots Landing) (TV) : Marni
- 1982 : The Devlin Connection (en) (TV) : Gwendoline Adams
- 1982 : Trapper John, M.D. (en) (TV) : Cheryl
- 1983 : L'Homme aux deux cerveaux (The Man with Two Brains) : Jolie fille heurtée par une voiture
- 1983 - 1984 : We Got It Made (en) (TV) : Claudia
- 1984 : Shérif, fais-moi peur (The Dukes of Hazzard) (série TV) : Anna Louise
- 1984 : Riptide (TV) : Tracy
- 1984 : Mike Hammer (TV) : Lisa
- 1984 : L'Agence tous risques (The A-Team) (TV) : Annie Sanders
- 1984 - 1990 : Rick Hunter (TV) : sergent Dee Dee McCall
- 1985 : Bridge Across Time (en) (TV) : Angie
- 1988 : Favorite Son (en) (TV) : Stevie Chandler
- 1988 : Mariez mes filles s.v.p. (Take My Daughters, Please) (TV) : Jessica Fletcher
- 1990 : Coins in the Fountain (en) (téléfilm) : Nikki Taylor
- 1992 : Twin Sisters : Carol Mallory / Lynn Cameron
- 1994 : Beyond Suspicion : Karen Rikehardt
- 1995 : Deceived by Trust (en) : Sarah Ann Collins
- 1996 : Abducted: A Father's Love (TV) : Loretta Hymens
- 1996 : Panique sur le grand huit (Thrill) : Teresa Colson
- 1997 : Moloney (en) (TV) : Rebecca Kitchens
- 2000 : Destins croisés (Twice in a Lifetime) (TV) : Delia Harmony / Dana Rudolph
- 2001 : The Dogwalker (en) : Helene
- 2002 : Un nouveau départ (Hunter: Return to Justice) (TV) : Sergent Dee Dee McCall
- 2003 : Retour en force (Hunter: Back in Force) (TV) : Sergent Dee Dee McCall
- 2006 : Le Feu sur la glace 2, en route vers la gloire (The Cutting Edge: Going for the Gold) : Kate Mosley-Dorsey
- 2011 : The Secret Circle (TV) : Kate Meade
- 2012 : Les Experts (CSI: Crime Scene Investigation) (TV) : Vivian Brentson
- 2019 : L'amour sonne à Noël (A Merry Christmas Match) (TV) : Dorothy Calvin
- 2020 : 9-1-1 (TV) : Janet (saison 3, épisode 15 "Eddie")
- 2021 : NCIS : Enquêtes spéciales (TV) : Sandra Holdren (saison 19, épisode 9 "Hologramme")

## Référence
- (en) Cet article est partiellement ou en totalité issu de l’article de Wikipédia en anglais intitulé « Stepfanie Kramer » (voir la liste des auteurs).